# بخش سن‌موریس
بخش سَن‌موریس یکی از بخش‌های ایالت وله  در کشور سوئیس است.